# Odin13tismen/О. Василь Гринишин
Отець Василь Гринишин (10 березня 1945 – 9 жовтня 2010) – митрофорний Протопресвітер, парох парафії Святого Миколая в м. Тисмениця, Протопресвітер Тисменицького протопресвітеріату.
Блаженної пам’яті отець Василь Гринишин народився в с. Старі Богородчани Івано-Франківської області. З’явився на світ напівсиротою, бо коли ще був у лоні матері втратив батька, що загинув у боротьбі за вільну Україну.
Виховувався в любові до Бога, шануючи рідних і ближніх. Із дитинства прагнув бути священиком. Після завершення служби в армії, яку проходив далеко за межами України – в Грузії, у 1971-1976 рр. вивчав богословські науки в підпільних священиків УГКЦ. У 1977-1982 рр. навчався в Московській Духовній Семінарії (м. Загорськ).
Василь Гринишин вибрав для себе гідний шлях служіння Христовій Церкві, який потребував у першу чергу міцної віри, терпіння, відчуття відповідальності за свої вчинки. Особливо складним був для отця час підпілля й аж до легалізації Української Греко-Католицької Церкви. Навіть у важкі часи тоталітарного режиму він продовжував нести Боже слово та навертати людей до Бога, відроджуючи християнські традиції.
Протягом 24 років ніс Боже слово в маси у селах Вовчинці, Підлісся, Клубівці. Саме з іменем отця Василя Гринишина пов’язане відродження духовного життя в місті Тисмениця: 27 років віддав служінню громаді міста.
Особливо рідним був для нього храм святого Миколая, який завдяки його старанням – відновлений. У 1989 р. о. Василь Гринишин приймав благословення від Владики Софрона Дмитерка ЧСВВ, який освятив храм святого Миколая. Відтоді він знову став відкритий богослужіння – це ознаменувало довгоочікуване повернення із підпілля й легалізацію Греко-Католицької Церкви.
Отець Василь Гринишин освячував наріжний камінь церкви святого Архистратига Михаїла, завжди дбав про церкву Різдва Пресвятої Богородиці, з великою любов’ю, та охотою навчав дітей релігії та християнської етики в Тисменицькій школі. З його ініціативи в середині 80-х років минулого століття була створена недільна школа, яка діє по сьогодні.
За віддане та жертовне служіння Церкві, особливо в часі підпілля та легалізації УГКЦ, у 1985 р. нагороджений Золотим Нагрудним Хрестом із прикрасами, у 1988 р. – Мітрою. У 2007 р. Архієрей Івано-Франківської Єпархії Кир Володимир Війтишин неодноразово відзначав о. Василя Гринишина Єпископськими грамотами та другим Золотим Нагрудним Хрестом із прикрасами.
Священик був щирим у своїй любові до Бога й до людей. Неодноразово у своїх молитвах просив здоров’я для парафіян, хоча й сам потребував його. Незважаючи на хворобу в останні роки життя, продовжував нести Боже слово, навчати, молитися та говорити про Божу любов.
Василь Гринишин був щирим патріотом, який любив Україну, жив нею. У своїх палких промовах відстоював ідею державотворення, захищав рідну мову, відновлював традиції, звичаї. Отець ніколи не залишався осторонь питань, що стосувалися Тисмениччини, завжди був активним учасником громадського життя.
Разом із дружиною Оксаною виховав трьох синів, два з яких продовжили батьківський шлях і стали священнослужителями, один із них – о. Володимир продовжує батькову справу на посаді пароха церкви Святого Миколая.
Пам’ять про о. Василя Гринишина назавжди залишиться в наших серцях, а його наука буде дороговказом на шляху добра, віри та любові. Про таких як він, священиків говорять не  інакше як «священик від Бога».
Дана публікація належить до краєзнавчої серії «Забуті імена Тисмениці» в рамках проєкту на здобуття ступеня пластуна-скоба (здобувач – пл.розв. Дмитро Василик, керівник проєкту – пл.сен.пр. Андрій Татарин ЦМ).